# Himantura uarnak
La pastinaca látigo reticulada o chupare oval (Himantura uarnak) es una especie de raya de la familia Dasyatidae.

## Descripción
- Puede llegar a tener 200 cm de longitud máxima[2] (normalmente, tiene 45)[3] y 120 kg de peso.[4]
- Disco de color marrón claro con tonos oscuros, los cuales son espaciados en los ejemplares juveniles pero numerosas, hasta el punto de formar un patrón reticulado, en los adultos. No tiene espinas pero presenta dentículos a lo largo de la espalda en los ejemplares adultos.
- Zona ventral de color blanco.
- Cola larga con franjas blancas y negras, de casi tres veces la longitud del cuerpo y con un aguijón de medida media.
- Hocico puntiagudo.[5][6]

## Hábitat
Es un pez de agua marina y salobre; asociado a los arrecifes; anfidromia y de clima subtropical (23 °C-26 °C; 38 ° N-32 ° S) que vive entre 20 y 50 m de profundidad.

## Distribución
Se encuentra desde el Mar Rojo (y el Mediterráneo oriental a través del Canal de Suez por la Migración lessepsiana) hasta el África Austral, la Polinesia, Taiwán y Australia, incluyendo el mar de Arafura y el estuario del río Ganges.